# Ялуцевичский сельсовет
Ялуцевичский сельсовет (бел. Ялуцавіцкі сельсавет) — упразднённая административная единица на территории Зельвенского района Гродненской области Белоруссии.

## Состав
Ялуцевичский сельсовет включал 18 населённых пунктов:
- Авдеевичи — деревня.
- Вишневка — деревня.
- Деркачи — деревня.
- Жадейки — деревня.
- Забагонье — деревня.
- Звёздная — деревня.
- Кремяница Горная — хутор.
- Кремяница Дольная — деревня.
- Мадейки — деревня.
- Пасутичи — деревня.
- Подгрушаны — деревня.
- Рексти — деревня.
- Савичи — деревня.
- Станелевичи — деревня.
- Сухиничи — деревня.
- Тадино — хутор.
- Шауличи — деревня.
- Ялуцевичи — деревня.